# Аризона Кольт возвращается
Аризона Кольт возвращается (итал. Arizona si scatenò… e li fece fuori tutti) — итальяно-испанский вестерн 1970 года, также известный как Аризона фильм режиссёра Серджо Мартино в главной роли Энтони Стеффен.

## Сюжет
Известный ковбой Аризона Кольт живёт в изоляции со своим другом Двойным Виски. Узнав, что у него есть щедрость, он решает вернуться в город и собрать вещи. Вскоре после того, как он инсценировал свою собственную смерть, Аризона впоследствии просит здорового домовладельца Морено спасти свою дочь от посягательств старого врага Аризоны, Кина, который также отвечал за создание Аризоны и за то, чтобы он получил награду. Аризона сначала отказывается, думая расправиться с прекрасной барменшей Шиной. Но после того, как его друг Двойной виски захвачен Кином, Аризона решает столкнуться с вызовом. Тем не менее, некоторые осложнения делают его миссию гораздо более опасной, чем ожидалось.

## В ролях
- Энтони Стеффен — Аризона Кольт
- Роберто Камардьель — Двойной Виски
- Хосе Мануэль Мартин — Хосе Гонсалес Морено
- Альдо Самбрелл — Кин/Кин
- Розальба Нери — Палома Морено
- Марчелла Микеланджели — Шейла/Шина/Джейн
- Раффаэле Бальдассарре — Бигли
- Марчент, Карлос Ромеро — Джек
- Сильвио Баголини — Доктор
- Эмилио Делле Пьяне — маршал
- Джильдо Ди Марко — Филти Бутылка
- Флорентино Алонсо — мальчик
- Сильвио Баголини- Доктор
- Луис Барбу — Скарлиф